# Beusite
La beusite è un minerale.